# Felsen

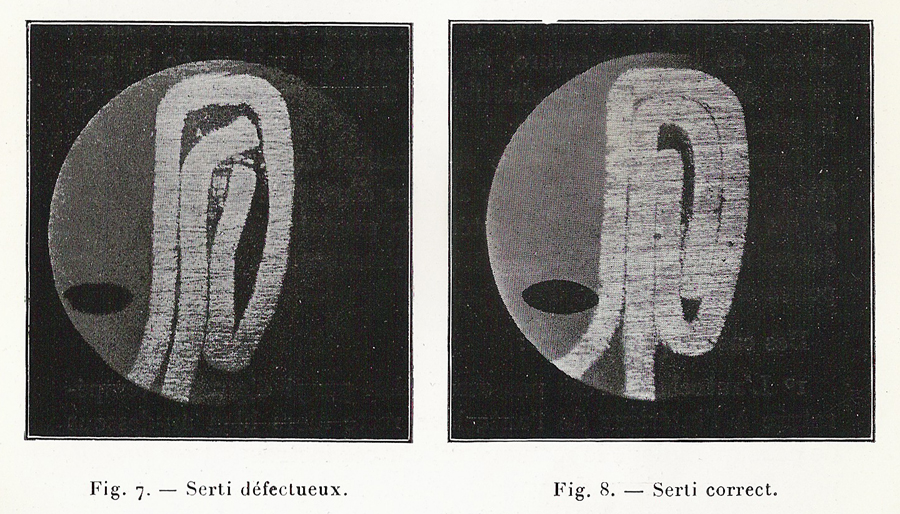
Doorsnede van een fels. Links een foutief aangebrachte fels. Rechts een correct aangebrachte fels.

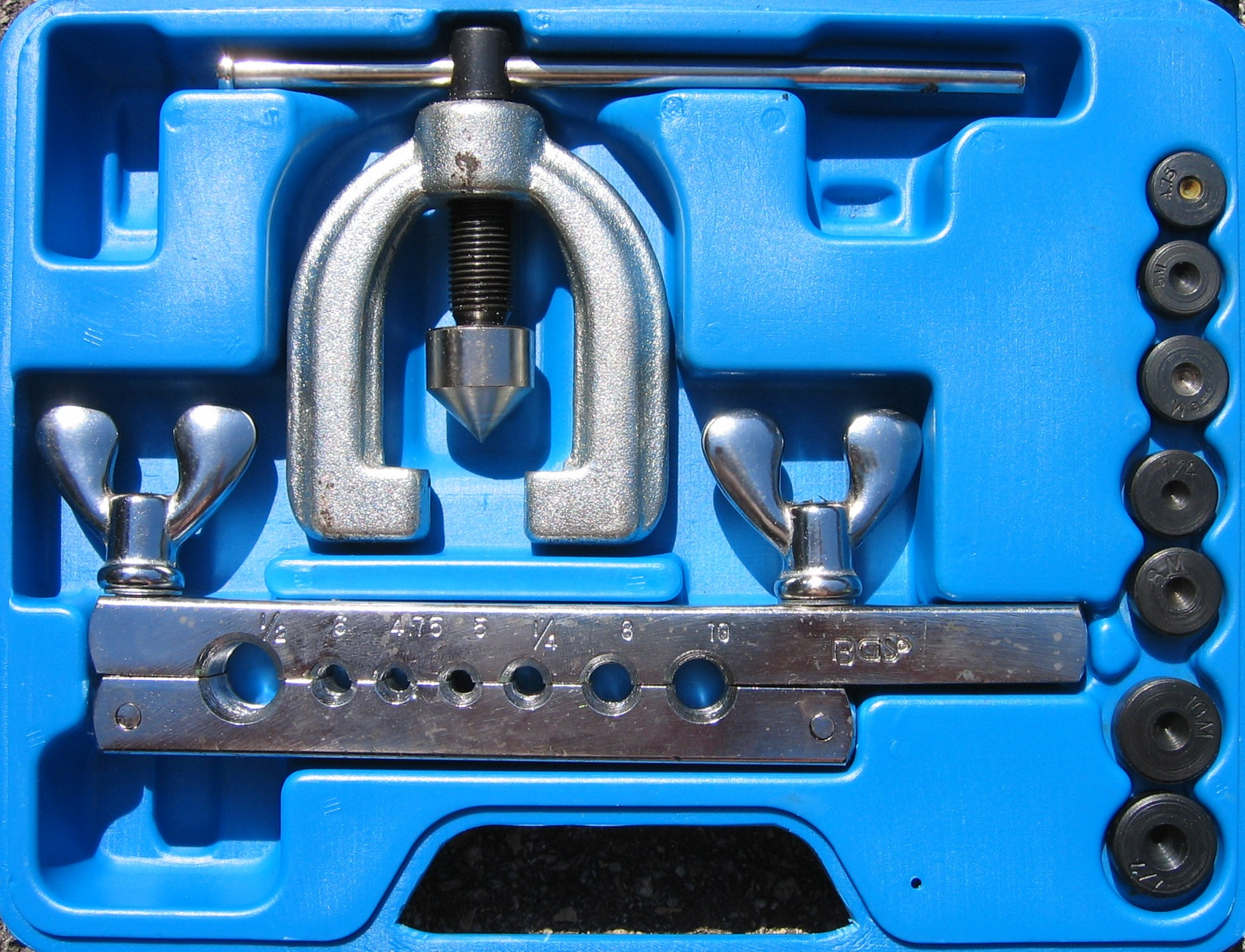
Felsapparaat voor dunne leidingen

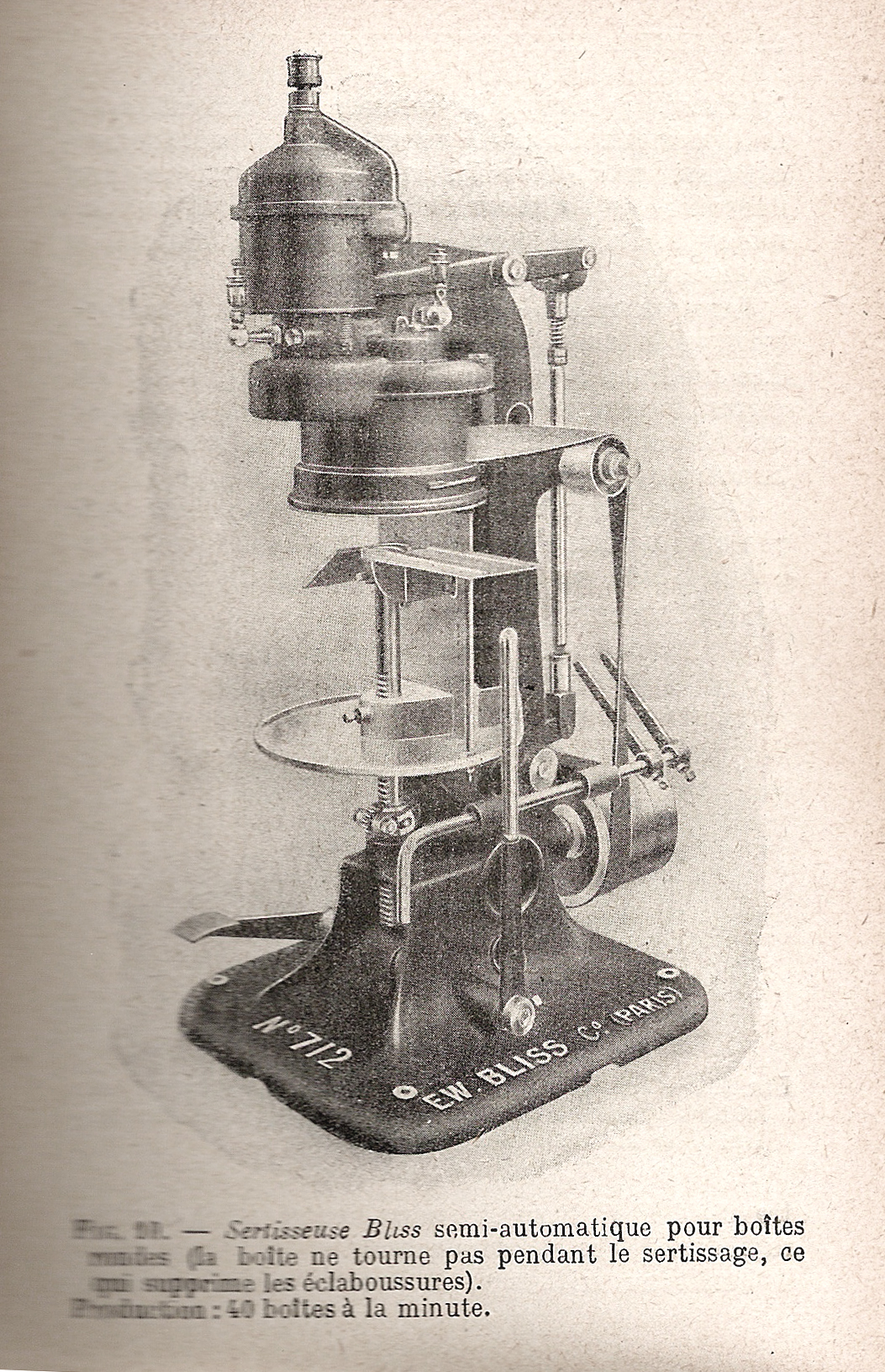
Afbeelding van een historisch felsapparaat

Felsen (ook wel omzetten, ombuigen genoemd) is een metaalbewerkingstechniek die gebruikt kan worden voor het verbinden van (dun) plaatmateriaal. De randen van de platen worden in elkaar gevouwen en aangedrukt.
Een bekend voorbeeld van een felsverbinding is de verbinding tussen de bodem en het huis van een conservenblik. Een ander voorbeeld is te vinden in dakbedekkingen, zoals bij het zinken roevendak.